# Ljutomer

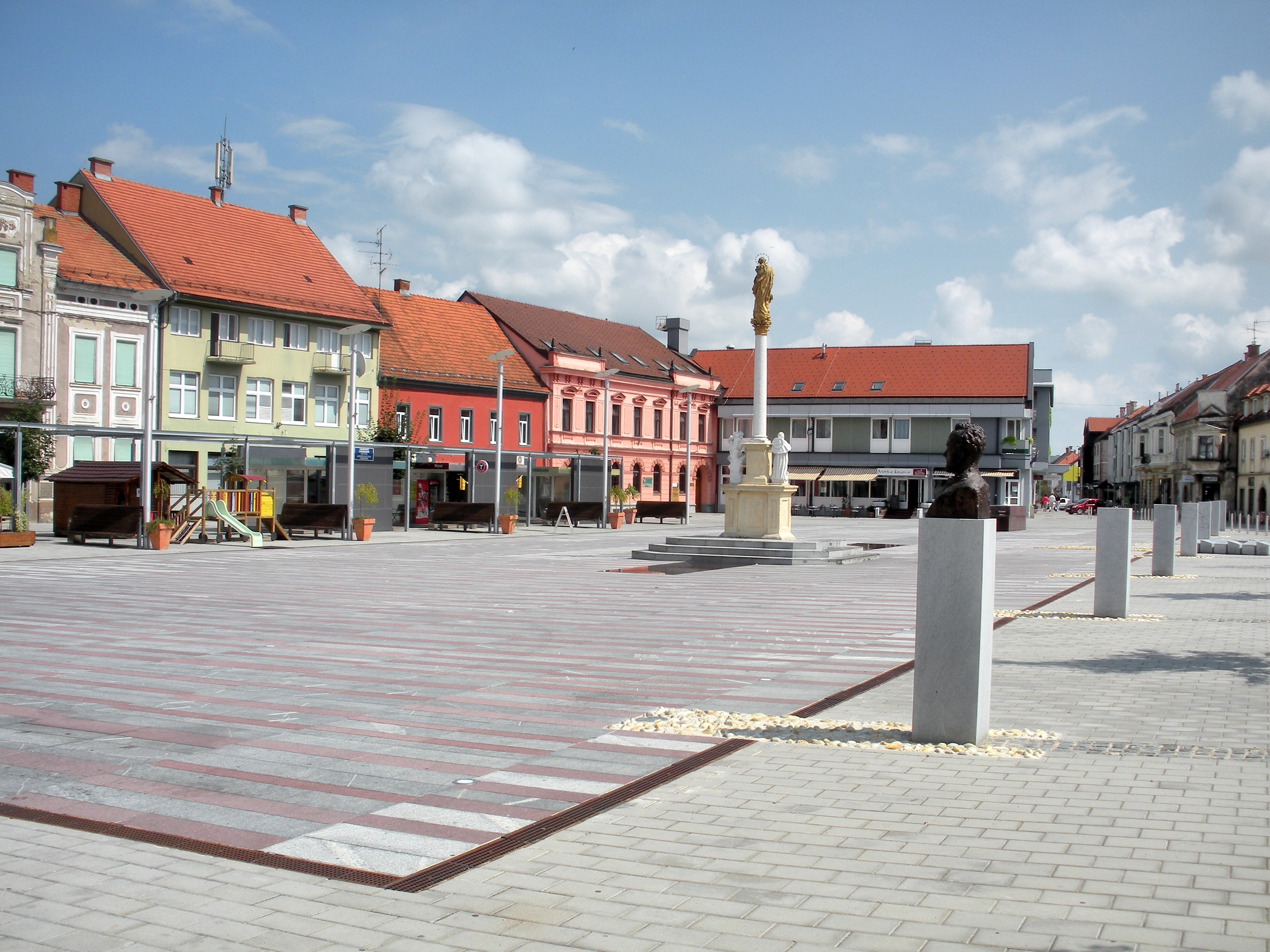
Hauptplatz, August 2010

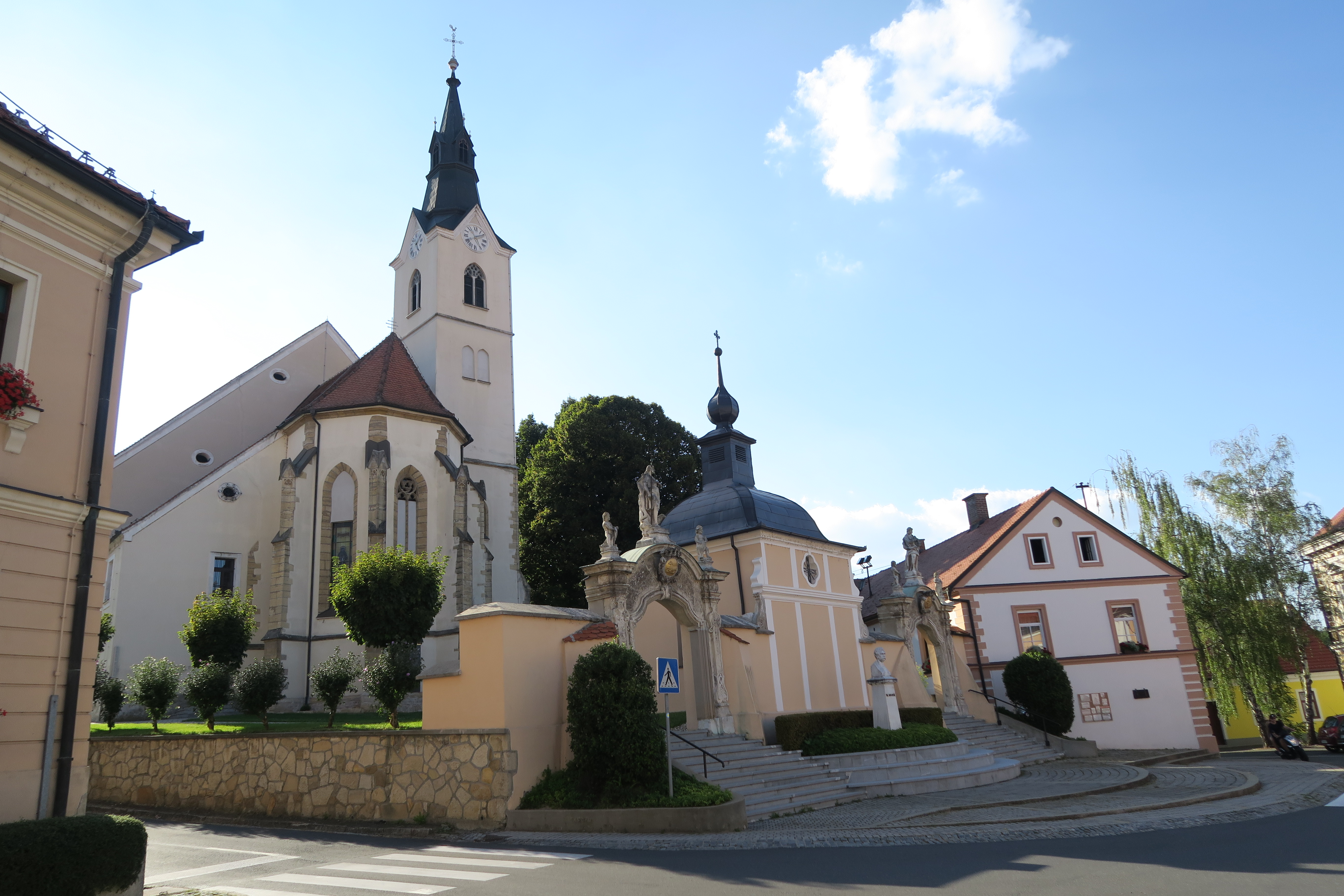
Pfarrkirche mit Denkmal

Ljutomer, Kirchplatz

Die Stadt Ljutomer (deutsch: Luttenberg in der Steiermark) ist eine Kleinstadt in Slowenien unweit der kroatischen Grenze. Sie liegt etwa 40 km östlich der Stadt Maribor am Fluss Ščavnica (Stainz) in der historischen Landschaft Spodnja Štajerska (Untersteiermark) und ist heute der statistischen Region Pomurska zugeordnet.
Ljutomer ist Hauptort und Verwaltungssitz der 44 Ortschaften umfassenden Gemeinde Ljutomer.

## Geschichte
Ljutomer wurde erstmals 1211 als Luetenwerde erwähnt und die Befestigungsanlage erst 1249 als Luetenberch. 1265 bekam Ljutomer das Marktrecht.
Der Ort wurde mehrmals von der Pest und den Angriffen der Kreuzritter und der Osmanen heimgesucht. Am 9. August 1868 war die erste Volksversammlung der Slowenen in Ljutomer, wo zum ersten Mal öffentlich ausgesprochen wurde, dass die slowenischsprachige Bevölkerung einen eigenen Staat begehre.
Bis 1918 war Ljutomer zweisprachig, im Jahre 1880 gab es nach einer Volkszählung 468 Deutsch- und 608 Slowenischsprachige; die deutschsprachige Bevölkerung wurde nach dem Zweiten Weltkrieg gewaltsam vertrieben.

### Massengrab von Ljutomer
Nach dem Zweiten Weltkrieg ermordeten Mitglieder jugoslawischen Nationalen Verteidigungskorps KNOJ etwa 10 Einwohner von Ljutomer und entsorgten ihre Leichen im Massengrab Babji Ložič (slowenisch: Grobišče Babji Ložič). Das Massengrab ist mit einem nahegelegenen Kreuz nördlich des Baches Ščavnica im Wald Babji Ložič im nordöstlichen Teil der Siedlung gekennzeichnet.

## Sehenswürdigkeiten
Der Stadtkern von Ljutomer wird aus drei Marktplätzen gebildet, an einem von ihnen steht die im Bild gezeigte barocke Pfarrkirche Johannes der Täufer.
Das zweietagige Rathaus am Markt ist grau verputzt und im Stil des Neoklassizismus ausgeführt. Es besitzt ein breites Portal, das in einem Risalit eingebaut ist, der Dreiecksgiebel darüber zeigt das Wappen der ersten Besitzerfamilie.

## Wirtschaft
Ljutomer wird geprägt von der in vergangenen Jahrhunderten begonnenen Zucht von Traberpferden, die ursprünglich aus Belgien kamen. Darüber hinaus bestimmen die Töpferei, der Weinbau und die Viehzucht einschließlich Milchverarbeitung die Wirtschaft des Ortes. In der Umgebung wurden etliche warme Quellen gefunden, die zur Entstehung des Thermenlandes geführt haben. Außerdem betreiben viele Familien Landwirtschaft und Geflügelzucht, sogar von Braunkohleabbau wird berichtet.
Ein Zweigwerk der Firma Komptech, europäischer Marktführer für Maschinen und Anlagen zur Behandlung von festen Abfällen und Biomasse, wurde im Jahr 2006 in Ljutomer errichtet und 2007 eingeweiht.

## Persönlichkeiten
– geordnet nach Geburtsjahr –
- Joseph Johann Knolz (1791–1862), Mediziner und Verwaltungsbeamter, Protomedicus von Niederösterreich
- Stanko Vraz (* 1810 in Ljutomer; † 1851), Ethnologe und Dichter der Romantik
- Franc Miklošič (1813–1891), Sprachwissenschaftler und liberaler Politiker, Begründer der modernen Slawistik, wurde unweit von Ljutomer in Radomerščak (deutsch: Pichelberg) geboren
- Karel Grossmann, (* 27. Oktober 1864 in Drakovci in der Nähe von Mala Nedelja; † 3. August 1929 in Ljutomer), slowenischer Amateur-Filmemacher und Rechtsanwalt.
Im Jahre 1904 machte er die erste slowenische Filmsequenz in Ljutomer, dem Herzen der Prlekija. Alle drei Filme (Messe in Ljutomer, Das Ende und das Verlassen der heiligen Messe und Im Hausgarten) sind im Museum von Ljutomer zu sehen.
- Ante Trstenjak (1894–1970), Maler

## Fritz Langs angeblicher Ljutomer-Aufenthalt
Angeblich soll der Maler und Film-Regisseur Fritz Lang (1890–1976) von Juni bis Dezember 1915 in Ljutomer eine Ausbildung zum Reserveoffizier erhalten und im Haus des örtlichen Anwalts Karel Grossmann gelebt haben. Angeblich hat Lang in dieser Zeit, angeregt durch örtliche, traditionelle Töpfereien, auch in Terrakotta gearbeitet. Zwei seiner Porträt-Büsten und zwei Gartenvasen (teils signiert und datiert) werden heute in der Slowenischen Cinematheque (Slovenska kinoteka) in Ljubljana verwahrt. Spätere Filmideen und Ausstattungsmotive Langs sollen sich angeblich auf Anregungen durch Grossmanns Bibliothek und Sammlungen sowie die Architektur und Archäologie der Stadt Ljutomer und ihrer Umgebung zurückführen lassen. Gegen die Darstellung, „daß Lang sich von Juni bis Dezember 1915 in […] Ljutomer, […] aufgehalten haben soll […], sprechen die Angaben, die Lang in seinen Militärpapieren machte, vor allem aber die Einträge in seinem persönlichen Kriegstagebuch. […] Wie dieser Aufenthalt in Ljutomer, wenn er denn tatsächlich stattgefunden hat, sich zeitlich in seine militärische Ausbildung einfügt, bleibt unklar.“ Auch Fritz Langs amtliche Militärpapiere widersprechen dem Ljutomer-Aufenthalt. Es existiert zwar eine datierte und signierte Fotografie, die der spätere Film-Regisseur Fritz Lang am 16. Februar 1916 Karol Grossmann aus einem Spital in Köflach zugesandt haben soll. Allerdings diente Lang im Frühjahr 1916 als Offizier an der russischen Front, wo er am 17. Juni 1916 eine Schulterverletzung erlitten hat. Zudem entsprechen die Köflacher und Ljutomerer Signaturen nicht den von Fritz Lang bekannten Signaturen, weshalb es sich wahrscheinlich um einen Namensvetter Fritz Langs handelt.